# Vindsurfning

Två vindsurfare i Tarifa.

Vindsurfning, vindsurfing (engelska: windsurfing) eller brädsegling är en form av segling med surfbräda. Till tävlingsgrenarna inom sporten vindsurfing hör slalom, bansegling, speed, formula, wave och freestyle.

## Historia
Vindsurfing blev ett begrepp i och med lanseringen av brädmärket Windsurfer, som baserades på ett patent från 1970 av amerikanerna Jim Drake och Hoyle Schweitzer. De tidigaste brädorna var av glasfiberarmerad plast. Snart började dock tillverkning ske av brädor formblåsta i polyeten. Tidigt skiljdes rundbottnande (Lechner, Davidsson) och flatbottnade (Mistral One Design) brädor åt, där de rundbottnade i högre grad användes för tävling i lättare vind. Flatbottnade brädor delades in i tre klasser: allroundbrädor, course racers (för M-bana, med kryss och slörar) och funboards. Funboarden skilde sig från de övriga två i det att den inte hade något centerbord, och till volymen var mindre. En funboard styrs främst med fötterna och viktfördelning medan en bräda med centerbord nästan uteslutande styrs med seglet. Helt infällbara centerbord utvecklades, vilket möjliggjorde liknande egenskaper som hos en funboard i planingsfart. Idag är det tveksamt om det tillverkas några rundbottnade brädor och benämningen funboard används inte längre.
De första seglen var underskurna, det vill säga med negativt akterlik och utan lattor. Dessa segel var svåra att segla i stark vind, eftersom buken i seglen vandrade bakåt med stor sidkraft och liten framåtdrivande kraft som följd. På 1980-talet hade seglen konventionella lattor, men en 3,7 meter lång allroundbräda med centerbord vägde fortfarande 25 kg utan segel. På mitten av 80-talet var 6,3 m² ett normalt segel för vindar på 6–10 meter per sekund.
I dag väger en standardbräda cirka 6 till 9 kilo och vanliga segelstorlekar vid samma vindar är mellan 5 och 10 m². Seglen har förspända lattor, och har blivit lättare att kontrollera i hårda vindar. Fenor, som från början var stora som en rejäl brödkniv, är idag mellan 15 cm och 80 cm beroende på disciplin. 
En formulabräda är typisk 2,3 meter lång, 1m bred och seglas med 3 segel mellan 9 och 12,5 m². Som jämförelse kan sägas att en 7 meter lång kölbåt på 2 ton har ett storsegel som är ungefär 14 m².
Brädsegling blev olympisk disciplin vid OS 1984 i Los Angeles. Klassen hette Windglider. Till OS 1988 i Seoul hade Windglider blivit utbytt till Lechner A-390. Efter OS 1992 i Barcelona beslutade sig IYRU för att istället välja raceboarden Mistral One-design som olympisk klass. Inför OS i Peking ersattes den med en hybridbräda, Neil Pryde RSX, som designmässigt liknar formulabrädorna men även har ett centerbord.
Idag tävlas det följande internationella klasser; Freestyle (trick på plattvatten), Wave (hopp och vågridning), Slalom (halvvinds-bansegling), Speed (hastighetssegling på 250 eller 500 meters bana) med farter över 50 knop, Formula, RSX, Kona, Windsurfer enligt IWCA:s regler samt Mistral One Design (bansegling på främst olympiska banor av triangeltyp). Dessutom ordnas även långdistanstävlingar, där Defi Wind, Grussian i Frankrike och Lancelin Ocean Classic i Australien är det största och mest kända.

## Personligheter inom vindsurfing

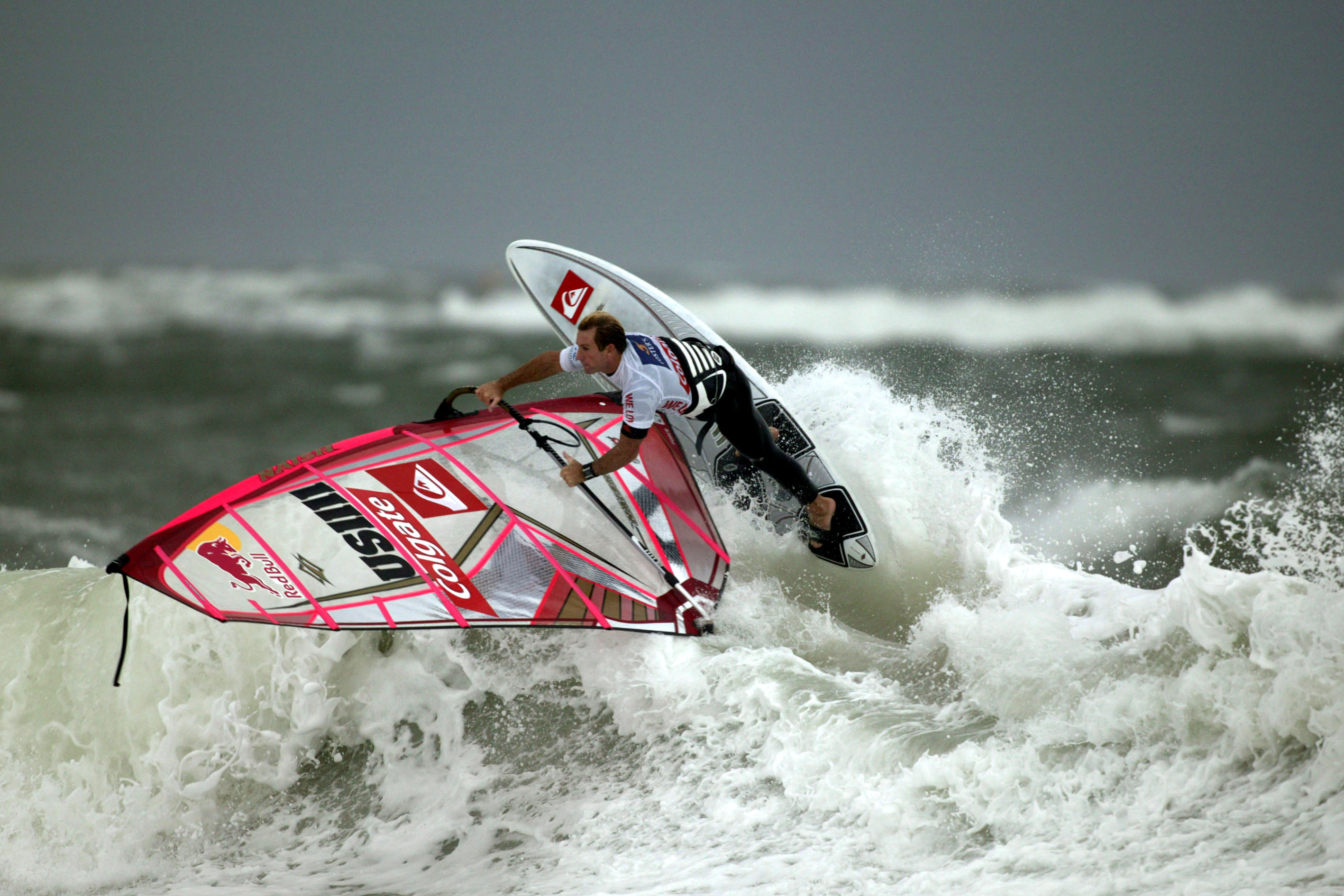
Robby Naish vid en tävling utanför ön Sylt i Tyskland.

Vindsurfingens mest kända person genom tiderna är Robby Naish från Hawaii, som vunnit en mängd världscuptitlar mellan 1983 och 1991. Naish tävlar fortfarande ibland och kom på 11:e plats 2015 när världscupen hade tävling i vågor på Maui, Hawaii.
Sveriges största namn genom tiderna inom sporten är Anders Bringdal. Han började tävlade i den professionella världscupen 1986 och har vunnit världscupen i speed ett par gånger. 2012 blev han den förste vindsurfaren som registrerade en snittfart över 50 knop.

## Vindsurfing i Sverige
Till Sverige importerades de första vindsurfingbrädorna 1971. De introducerades på en båtutställning 1972. Det var första gången som vindsurfning visades i Europa. Samma år hade det redan bildats fyra vindsurfningsklubbar i Sverige, och viss tävlingsverksamhet startade.
I Sverige finns flera bra vindsurfningställen. Vanliga orter för Sverigemästerskap är Apelviken i Varberg, Habo Ljung i Lomma kommun, Torkelstorp, Klagshamn, Kungsbacka och Haga Park på Öland. I Varberg anordnas den årliga tävlingen Wave Classic, som brukar hållas i månadsskiftet augusti/september, och innehåller SM i Wave. I Stockholm finns Torö och Fituna som några av de bästa vindsurfningsställena. Tvärskogsudde, Roxen är en bra insjöspot där klubben Linsurf har ett fint område med parkering och bra riggytor.
Peder Skrivares skola i Varberg är den enda skolan som erbjuder vindsurfningsutbildning på schemat. Flera av Sveriges duktigaste vindsurfare har studerat vid skolan, där många lärare tävlar eller har tävlat i sporten.
Lomma Vindsurfingklubb är en av de största vindsurfingklubbarna i Sverige och grundades 1980. Klubben har bland annat juniorträningar, klubbseglingar och en vindsurfingskola med 200-300 personer som går nybörjarkurs varje år.

## Galleri

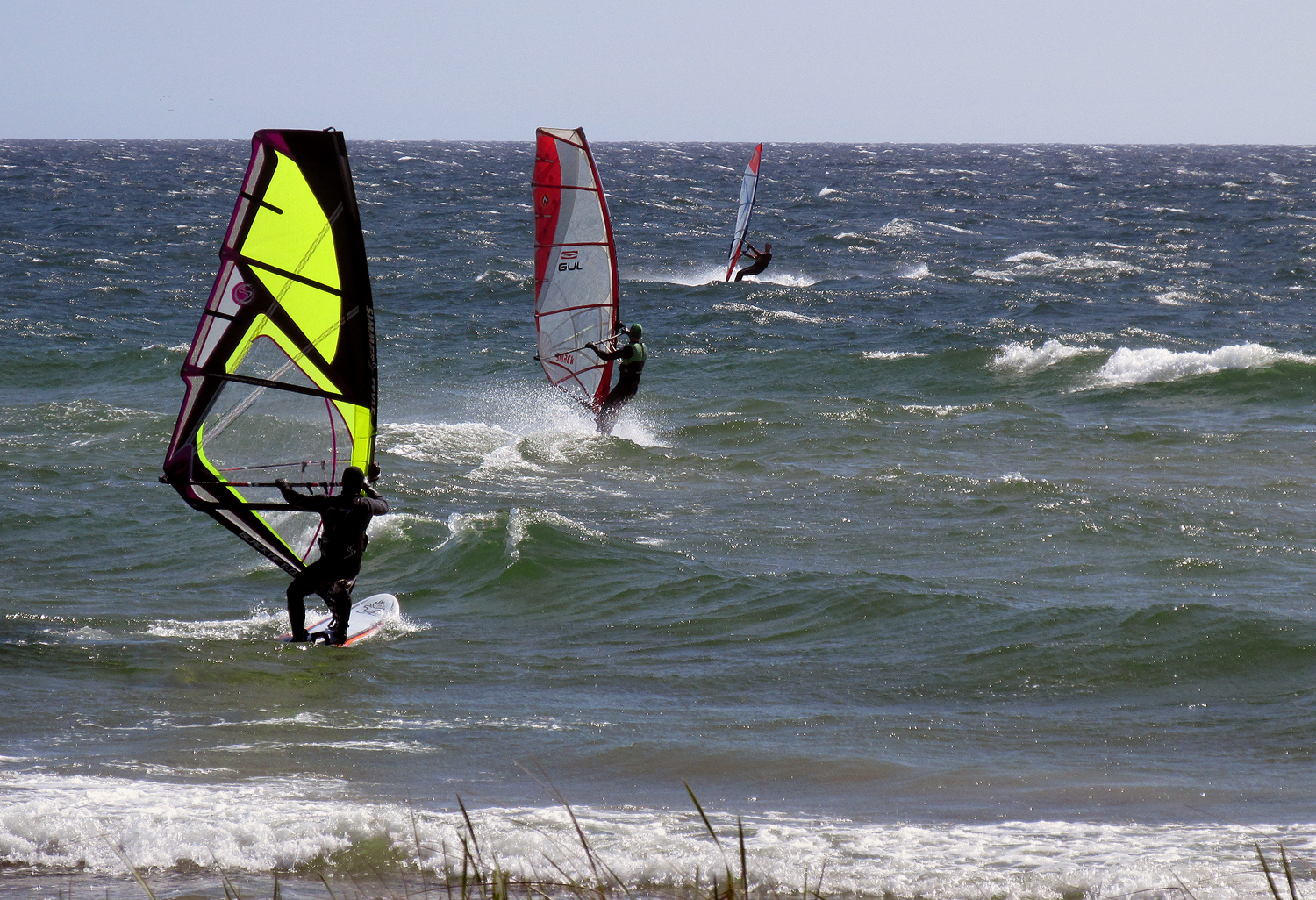
Vindsurfare vid Ystads Saltsjöbad. 17 april 2016.
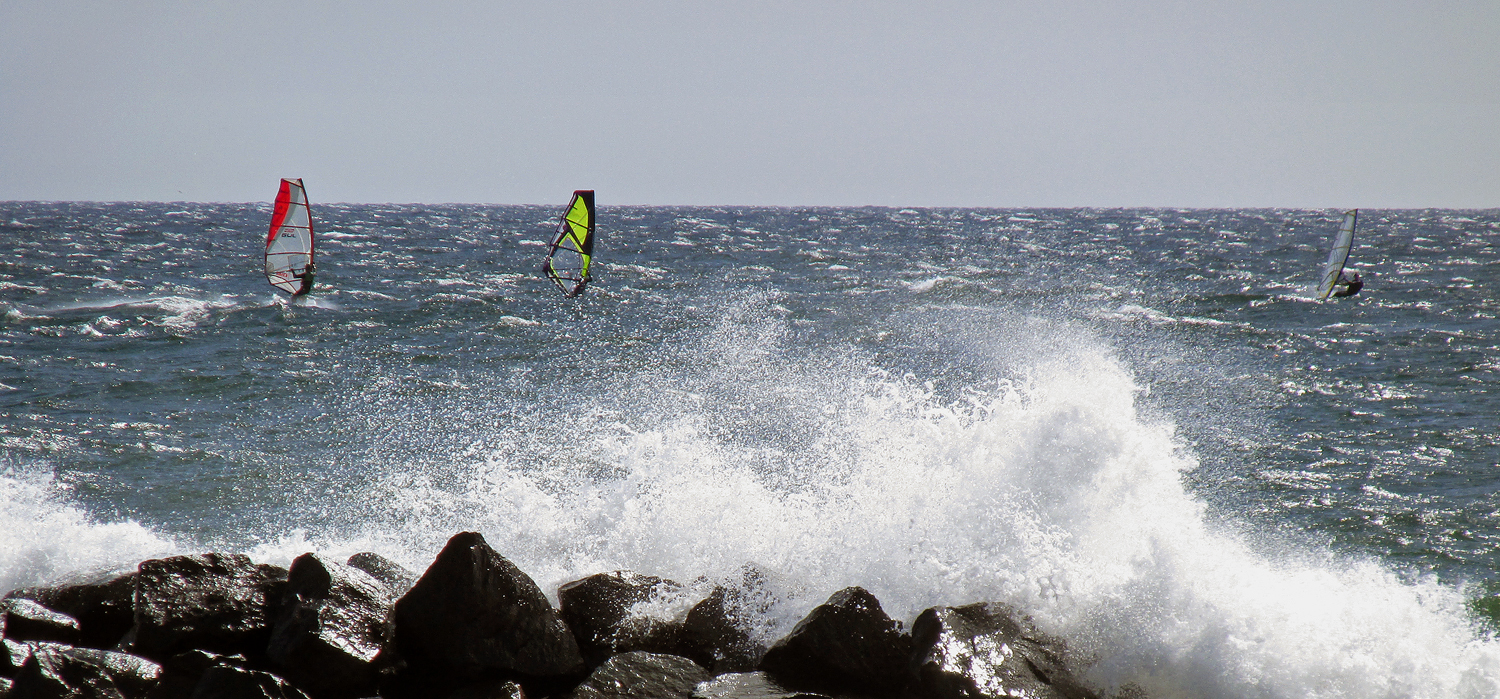
Vindsurfare vid Ystads Saltsjöbad. 17 april 2016.